# پارک ملی ناراچانسکی
پارک ملی ناراچانسکی (بلاروسی: Нарачанскі) یک پارک ملی در کناره دریاچه ناراچ در بلاروس است. این پارک در ۲۸ ژوئیه ۱۹۹۹ ایجاد شد و مساحتی بیش از ۸۷٬۰۰۰ هکتار را در برمی‌گیرد.
این پارک زیستگاه جانوران مختلف است. از پستانداران آن می‌توان به سمور آبی، رودک، مرال و سگ‌راکون اشاره کرد. هم‌چنین گونه‌های مختلف ماهی هم‌چون ماهی سیم و کاراس و ۲۱۸ گونه پرنده مانند درنا، عقاب ماهی‌گیر و بوتیمار در آن زندگی می‌کنند.